# Ветлин Третій
Ветлин Третій (пол. Wietlin Trzeci) — село у Польщі, у гміні Ляшки Ярославського повіту Підкарпатського воєводства. Знаходиться на відстані 14 км на схід від Ярослава. Населення — 304 особи (2011).
У 1975—1998 роках село належало до Перемишльського воєводства.

## Демографія
Демографічна структура станом на 31 березня 2011 року:
|          | Загалом | Допрацездатний вік | Працездатний вік | Постпрацездатний вік |
| -------- | ------- | ------------------ | ---------------- | -------------------- |
| Чоловіки | 151     | 37                 | 106              | 8                    |
| Жінки    | 153     | 36                 | 90               | 27                   |
| Разом    | 304     | 73                 | 196              | 35                   |